# Cosby, England
Cosby är en ort och civil parish i Storbritannien.   Den ligger i grevskapet Leicestershire och riksdelen England, i den södra delen av landet, 140 km nordväst om huvudstaden London. Cosby ligger 75 meter över havet och antalet invånare är 3 728.
Terrängen runt Cosby är huvudsakligen platt. Cosby ligger nere i en dal. Runt Cosby är det tätbefolkat, med 982 invånare per kvadratkilometer. Närmaste större samhälle är Leicester, 10,6 km norr om Cosby. Trakten runt Cosby består till största delen av jordbruksmark.